# Santa Clara do Sul
Santa Clara do Sul este un oraș în Rio Grande do Sul (RS), Brazilia.